# Jeanne Ferrante
Jeanne Ferrante (née en 1949) est une informaticienne spécialisée dans la technologie de la compilation. Professeure à l'université de Californie à San Diego depuis 1994, elle est reconnue pour avoir réalisé d'importantes contributions dans les domaines de l'optimisation (en) et de la parallélisation des compilateurs.

## Biographie
Jeanne Ferrante obtient un B.A. de l'université Hofstra en 1969 et un Ph.D. du Massachusetts Institute of Technology en 1974. Le titre de sa thèse est Some Upper and Lower Bounds on Decision Procedures in Logic.
Elle enseigne à l'université Tufts de 1974 à 1978, puis comme chercheuse au centre de recherche T. J. Watson d'IBM jusqu'en 1994. 
Ferrante devient membre de l'Association for Computing Machinery en 1996 et de l'Institute of Electrical and Electronics Engineers en 2005.